# Hyalorbilia lunata
Hyalorbilia lunata är en svampart som först beskrevs av Korf, och fick sitt nu gällande namn av Baral 2000. Hyalorbilia lunata ingår i släktet Hyalorbilia och familjen vaxskålar.   Inga underarter finns listade i Catalogue of Life.